# Rajd Tatr 1974
Rajd Tatr 1974 (6. Rallye Tatry 1974) – 6. edycja rajdu samochodowego Rajd Tatr rozgrywanego w Czechosłowacji. Rozgrywany był od 19 do 23 września 1974 roku. Rajd był szóstą rundą Rajdowego Pucharu Pokoju i Przyjaźni w roku 1974 oraz piątą runda Rajdowych Mistrzostw Czechosłowacji w roku 1974.

## Klasyfikacja rajdu
| Miejsce                                          | Kierowca               | Pilot                  | Samochód                 | Czas                   | Strata                 |                        |
| Klasyfikacja generalna                           | Klasyfikacja generalna | Klasyfikacja generalna | Klasyfikacja generalna   | Klasyfikacja generalna | Klasyfikacja generalna | Klasyfikacja generalna |
| ------------------------------------------------ | ---------------------- | ---------------------- | ------------------------ | ---------------------- | ---------------------- | ---------------------- |
| 1.                                               | Vladimír Hubáček       | Stanislav Minářík      | Alpine-Renault A110 1600 | 2:16:33                | -                      |                        |
| 2.                                               | Jiří Šedivý            | Jiří Janeček           | Škoda 200 RS             | 2:22:16                | +5:43                  |                        |
| 3.                                               | Ilia Chubrikov         | Pentzo Tserovski       | Alpine-Renault A110 1600 | 2:24:18                | +7:45                  |                        |
| 4.                                               | Václav Blahna          | Lubislav Hlávka        | Škoda 120 S              | 2:26:38                | +10:05                 |                        |
| 5.                                               | Radoslav Petkov        | Kostadin Gurlev        | Alpine-Renault A110 1300 | 2:26:44                | +10:11                 |                        |
| 6.                                               | Bengt Lundström        | Fergus Sager           | Toyota Celica GT         | 2:29:39                | +13:06                 |                        |
| 7.                                               | Karel Kapras           | Ladislav Hršel         | Škoda 110 L              | 2:29:59                | +13:26                 |                        |
| 8.                                               | Josef Sivík            | Oldřich Gottfried      | Škoda 120 S              | 2:31:03                | +14:30                 |                        |
| 9.                                               | Karel Šimek            | Oto Landecký           | Škoda 100 L              | 2:32:56                | +16:23                 |                        |
| 10.                                              | Antonín Císař          | Pavel Schovánek        | Škoda 110 L Rallye       | 2:33:31                | +16:58                 |                        |
| Klasyfikacja RPPiP                               |                        |                        |                          |                        |                        |                        |
| 1.                                               | Vladimír Hubáček       | Stanislav Minářík      | Alpine-Renault A110 1600 | 2:16:33                | -                      |                        |
| 2.                                               | Ilia Chubrikov         | Pentzo Tserovski       | Alpine-Renault A110 1600 | 2:24:18                | +7:45                  |                        |
| 3.                                               | Václav Blahna          | Lubislav Hlávka        | Škoda 120 S              | 2:26:38                | +10:05                 |                        |
| 4.                                               | Radoslav Petkov        | Kostadin Gurlev        | Alpine-Renault A110 1300 | 2:26:44                | +10:11                 |                        |
| 5.                                               | Karel Kapras           | Ladislav Hršel         | Škoda 110 L              | 2:29:59                | +13:26                 |                        |
| 6.                                               | Karel Šimek            | Oto Landecký           | Škoda 100 L              | 2:32:56                | +16:23                 |                        |
| 7.                                               | Antonín Císař          | Pavel Schovánek        | Škoda 110 L Rallye       | 2:33:31                | +16:58                 |                        |
| Klasyfikacja Rajdowych Mistrzostw Czechosłowacji |                        |                        |                          |                        |                        |                        |
| 1.                                               | Vladimír Hubáček       | Stanislav Minářík      | Alpine-Renault A110 1600 | 2:16:33                | -                      |                        |
| 2.                                               | Jiří Šedivý            | Jiří Janeček           | Škoda 200 RS             | 2:22:16                | +5:43                  |                        |
| 3.                                               | Václav Blahna          | Lubislav Hlávka        | Škoda 120 S              | 2:26:38                | +10:05                 |                        |
| 4.                                               | Karel Kapras           | Ladislav Hršel         | Škoda 110 L              | 2:29:59                | +13:26                 |                        |
| 5.                                               | Josef Sivík            | Oldřich Gottfried      | Škoda 120 S              | 2:31:03                | +14:30                 |                        |
| 6.                                               | Karel Šimek            | Oto Landecký           | Škoda 100 L              | 2:32:56                | +16:23                 |                        |
| 7.                                               | Antonín Císař          | Pavel Schovánek        | Škoda 110 L Rallye       | 2:33:31                | +16:58                 |                        |